# Allende (Coahuila)
Allèn és un municipi i ciutat en l'estat mexicà de Coahuila.

## Geografia
La ciutat d'Allende està localitzada a 28° 20′ 30″ N, 100° 50′ 2″ O / 28.34167°N,100.83389°O 28° 20′ 30″ N, 100° 50′ 2″ O / 28.34167°N,100.83389°O / 28° 20′ 30″ N, 100° 50′ 2″ O / 28.34167°N,100.83389°O, 28° 20′ 30″ N, 100° 50′ 2″ O / 28.34167°N,100.83389°O, a una altitud de 374 msnm. S'assenta sobre la carretera federal número 57, amb Saltillo, la capital de l'estat, a aproximadament 390 km cap al sud, mentre la frontera internacional en Piedras Negras, Coahuila (creuant el Río Bravo hi ha Eagle Pass, Texas, EUA) està a uns 55 km cap al nord. El municipi d'Allende és creuat per les vies del ferrocarril que connecta Saltillo a la ciutat fronterera de Piedras Negras, Coahuila (creuant el riu des d'Eagle Pass, Texas, Estats Units). aquesta ciutat està compresa a la regió anomenada "Los 5 Manantiales" (Allende, Morelos, Nava, Villa Unión i Zaragoza) doncs cadascun compta amb un naixement d'aigua, en aquesta regió els arbres anomenats nogueres són uns dels predominants els quals produeixen abundant ombra i fruits anomenats nous.

## Història
Allende es va fundar el 16 de març de 1926, per decret del govern de Coahuila i Texas i el seu primer nom va ser San Juan de Mata; però se li va canviar a Allende el 1832 per decret del president Melchor Muzquiz en honor del cabdill Ignacio Allende. El 23 de juny de 1923 Allende fou elevada a ciutat comptant amb una extensió territorial de 198.2 km.

## Població
Allèn té 20.694 habitants segons el INEGI dels quals 10.350 són dones i 10.144 homes, la majoria de la població es concentra en 1 localitat urbana i 43 localitats rurals.